# Masaaki Ōsumi
Masaaki Ōsumi (大隅 正秋) est un réalisateur japonais né en 1934.

## Filmographie
- 1965 : Obake no Q-Tarō (série télévisée)
- 1967 : Paa-man (série télévisée)
- 1969 : Rupan sansei: Pilot Film (TV)
- 1971 : Mûmin
- 1975 : La Tulipe noire (épisodes 1 à 26)
- 1983 : Kojika monogatari (série télévisée)
- 1992 : Hashire Melos ! film d'animation, d'après la nouvelle Cours, Melos ! d'Osamu Dazai)
- 1993 : Destination Danger (Rupan sansei: Rupan ansatsu shirei) (TV)